# فرد أشتون
فرد أشتون (بالإنجليزية: Fred Ashton)‏ هو سياسي أمريكي، ولد في 7 مارس 1931 في الولايات المتحدة، وتوفي في 9 مايو 2013 في نفس البلد. حزبياً، نشط في الحزب الجمهوري.